# Авдикович-Глинська Климентина Миколаївна
Клименти́на Микола́ївна Січинська, у шлюбі Авдикович-Глинська (27 липня 1884, м. Копичинці, нині Гусятинського району Тернопільської області — 10 жовтня 1965, Відень) — українська промисловиця, підприємиця, меценатка, спонсорка Союзу українок. З 1944 року діаспорянка. Засновниця однієї з перших українських фабрик у Галичині та фабрики солодощів «Фортуна Нова» (нині частина Світоч).

## Життєпис
Батько — о. Микола Січинський, громадський діяч, посол до Галицького сейму. Брат Мирослав Січинський.
Була у шлюбі з письменником Орестом Авдиковичем (помер 1918). Діти — Орест Авдикович, доктор права, та Стефанія Авдикович-Ґерассі, мисткиня і викладачка. 
1944 року емігрувала до Відня.

### Підприємницька діяльність
1922 року заснувала в Перемишлі невелику фабрику солодощів «Фортуна» — одну з перших українських фабрик у Галичині. Того ж року Клементина Авдикович придбала двоповерховий будинок у Львові на вулиці Кордецького (нині вулиця Олени Степанівни), 23, куди було перебазовано й саму фабрику. Інвестувала кошти в капітальний ремонт приміщення та закупила найновіше на той час обладнання німецького виробництва.
1924 року з митрополитом Андреєм Шептицьким заснувала спільне підприємство — парову фабрику цукорків і помадок «Фортуна Нова», проєктна потужність якої після добудови та модернізації становила 5 тон продукції на день. На фабриці працювали, як правило, українки із середньою або вищою освітою. Наприкінці 1930-х, у період найбільшого розквіту, працювало 125 осіб персоналу і 6 агентів, які забезпечували збут продукції у містах. Фабрика мала кілька фірмових крамниць у Львові, зокрема, перша з них, відкрилася на вулиці Руській, 20, а також по одній у Стрию та Дрогобичі.
Асортимент продукції був досить широкий — різноманітні цукерки, шоколад, печиво, морозиво, фруктові желе. Було випущено спеціальну серію шоколадок «Солодка історія України», на обгортках яких намальовано портрети правителів України від Володимира Великого до гетьмана Павла Скоропадського. Якість продукції була високою, тому вироби фабрики мали великий попит.
Фабрика співпрацювала з «Центросоюзом», «Народною торгівлею», «Земельним банком» та іншими українськими кооперативними організаціями.
1939 року «Фортуну Нову» націоналізувала радянська влада й перетворила її у Львівську кондитерську фабрику № 3, яка після Другої світової війни разом із кількома іншими увійшла до складу підприємства, що відоме нині як кондитерська фірма «Світоч». Нині на місці фабрики «Фортуна нова» розташована житлова багатосекційна п'ятиповерхівка, збудована у 1970-х роках.

### Участь у жіночому русі
Авдикович-Глинська була прихильницею жіночого руху. Вона матеріально підтримувала «Союз Українок». У червні 1934 році спонсорувала Жіночий конгрес у Станіславові (нині Івано-Франківськ), в якому брала участь.